# Campeonato de España de Atletismo 2015
El XCV Campeonato de España de Atletismo se disputa los días 01 y 2 de agosto de 2015 en el Pista Municipal Gaetá Huguet en Castellón de la Plana, Comunidad Valenciana.
Junto a las pruebas individuales, se celebró el campeonato de España de relevos 4×100 y 4×400 por clubes, además de los campeonatos de pruebas combinadas (Decatlón y Hepthalon).

## Resultados
Resultados oficiales

### Masculino
| Evento                      | Oro                                                                                          | Plata                                                                                    | Bronce                                                                                    |
| --------------------------- | -------------------------------------------------------------------------------------------- | ---------------------------------------------------------------------------------------- | ----------------------------------------------------------------------------------------- |
| 100 metros lisos            | Ángel David Rodríguez FC Barcelona 10,37 s                                                   | Arian Olmos Téllez Playas de Castellón 10,54 s (MMP)                                     | Frank Itoya AD Marathon 10,65 s                                                           |
| 200 metros lisos            | Bruno Hortelano Playas de Castellón 20,85 s                                                  | Sergio Ruiz JA Sabadell 21,09 s                                                          | Mauro Triana CimansCoruña Comarca 21,23 s (MMP)                                           |
| 400 metros lisos            | Lucas Búa FC Barcelona 45,98 s (MMP)                                                         | Samuel García Tenerife CajaCanarias 46,44 s                                              | Darwin Andrés Echeverry Tenerife CajaCanarias 46,45 s (MMP)                               |
| 800 metros lisos            | Kevin López CD Nike Running 1:47,56 s                                                        | Álvaro de Arriba Rincón Oeste 1:47,84 s                                                  | David Palacio Simply-Scorpio 71 1:47,86 s                                                 |
| 1500 metros lisos           | Adel Mechaal AA Palamós 3:45,09                                                              | Carlos Alonso AA Valdemoro Go Fit 3:45,58                                                | David Bustos CD Nike Running 3:45,82                                                      |
| 5000 metros lisos           | Adel Mechaal AA Palamós 14:10,59 (MMP)                                                       | Antonio Abadía CD Nike Running 14:10,82                                                  | Jesús España AA Valdemoro Go Fit 14:12,52                                                 |
| 110 metros vallas           | Yidiel Islay Contreras Playas de Castellón 13,39 s                                           | Javier López Playas de Castellón 13,62 s (MMP)                                           | Arnau Erta FC Barcelona 13,73 (MMP)                                                       |
| 400 metros vallas           | Segio Fernández Pamplona Atlético 50,18 s (MMT)                                              | Diego Cabello Playas de Castellón 51,12 s                                                | Mark Ujakpor Track Cross Road 51,14 s (MMP)                                               |
| 3000 metros obstáculos      | Sebastián Martos CD Nike Running 8:27,30                                                     | Ibrahim Ezzaydouny (i) FC Barcelona 8:27,43 (MMP)                                        | Roberto Alaiz CD Nike Running 8:27,69                                                     |
| Salto de altura             | Miguel Ángel Sancho Playas de Castellón 2,20 m                                               | Jorge Debón Playas de Castellón 2,17 m (MMP)                                             | Juan Ignacio López CA Fent Camí Mislata 2,13 m                                            |
| Salto con pértiga           | Igor Bychkov Playas de Castellón 5,50 m                                                      | Adrián Vallés Pamplona Atlético 5,45 m                                                   | Rubem Miranda (i) invitado 5,05 m                                                         |
| Salto de longitud           | Eusebio Cáceres CD Nike Running 7,90 m                                                       | Jean Marie Okutu FC Barcelona 7,78 m                                                     | Pedro Marín Unicaja Atlétismo 7,49 m                                                      |
| Triple salto                | Pablo Torrijos Playas de Castellón 16,61 m                                                   | Sergio Solanas AD Marathon 16,34 m                                                       | Jorge Gimeno Playas de Castellón 16,17 m                                                  |
| Lanzamiento de peso         | Borja Vivas Atlético Málaga 20,28 m (MMT)                                                    | Yioser Toledo Playas de Castellón 20,23 m                                                | Carlos Tobalina FC Barcelona 19,92 m                                                      |
| Lanzamiento de disco        | Frank Casañas Playas de Castellón 61,48 m                                                    | Pedro José Cuesta FC Barcelona 57,56 m                                                   | Alejandro Vielva Pamplona Atlético 56,55 m                                                |
| Lanzamiento de martillo     | Javier Cienfuegos Atlético Montijo 73,29 m                                                   | Isaac Vicente AD Marathon 70,17 m                                                        | Miguel Alberto Blanco FC Barcelona 67,63 m                                                |
| Lanzamiento de jabalina     | Jordi Sánchez FC Barcelona 71,75 m                                                           | Bilal Nouali (i) AA Catalunya 70,43 m                                                    | Pablo Bugallo Playas de Castellón 66,47 m                                                 |
| 10000 metros marcha (pista) | Miguel Ángel López UCAM Murcia 39:15,61                                                      | Benjamín Sánchez Athleto Cieza 40:03,35 (MMT)                                            | Álvaro Martín Playas de Castellón 40:13,60 (MMT)                                          |
| Decatlón                    | Jorge Ureña Centre Esportiu Colivenc 7.853 ptos                                              | Jonay Jordan Tenerife CajaCanarias 7.531 ptos (MMT)                                      | Ben Gregory (i) invitado 7.364 ptos                                                       |
| Relevos 4 × 100 metros      | Real Sociedad 40,37 s Octavian Mihael Romanescu (i) Orkatz Beitia Alberto Muñoz David Arques | AD Marathon 40,51 s Alfredo Mpesco Alvaro Plaza Oscar Husillos Frank Itoya               | Playas de Castellón 40,90 s Javier López Araian Olmos Tellez Alberto Gavalda Yunier Pérez |
| Relevos 4 × 400 metros      | F.C. Barcelona 3:10,20 Pau Fradera Javier Delgado Iñigo Pérez Lucas Búa                      | Playas de Castellón 3:10,92 David Jiménez Diego Cabello Alejandro Estévez Antonie Gakeme | AD Marathon 3:12,98 Alejandro Lozano Guillermo Rojo Javier Cartagena Javier Pérez         |

### Femenino
| Evento                      | Oro                                                                                     | Plata                                                                                   | Bronce                                                                     |
| --------------------------- | --------------------------------------------------------------------------------------- | --------------------------------------------------------------------------------------- | -------------------------------------------------------------------------- |
| 100 metros lisos            | Cristina Lara FC Barcelona 11,65 s                                                      | Estela Villalta Valencia Terra i Mar 11,66 s                                            | Mª Isabel Pérez Cueva de Nerja-UMA 11,75 s                                 |
| 200 metros lisos            | Nana Jacob Tenerife CajaCanarias 23,71 s (MMP)                                          | Alazne Furundarena Atlético San Sebastián 23,96 s (MMP)                                 | Carmen Sánchez Simply-Scorpio 71 24,12 s                                   |
| 400 metros lisos            | Aauri Lorena Bokesa CD Nike Running 52,94 s                                             | Barbará Camblor Playas de Castellón 53,99 (MMP)                                         | Elena Moreno Playas de Castellón 54,60                                     |
| 800 metros lisos            | Esther Guerrero FC Barcelona 2:05,69                                                    | Élian Pérez Valencia Terra i Mar 2:06,01                                                | Khadija Rahmouni CD Nike Running 2:07,41                                   |
| 1500 metros lisos           | Solange Pereira Valencia Terra i Mar 4.17,21                                            | Marta Pérez Dental Seoane Pampín 4:17,53                                                | Blanca Fernández Atlétismo Piélagos 4:17,73 (MMT)                          |
| 5000 metros lisos           | Lidia Rodríguez Atlétismo Santutxu 16:18,25                                             | Nuria Lugueros Atlétismo Piélagos 16:19,64                                              | Ana Vega Atlétismo Piélagos 16.23,96 (MMP)                                 |
| 100 metros vallas           | Caridad Jerez FC Barcelona 13,03 s                                                      | Nora Orduña* Atlético San Sebastián 13,72 s                                             | Alba Manzano* AA Catalunya 14,10 s (MMP)                                   |
| 400 metros vallas           | Laura Natalí Sotomayor Valencia Terra i Mar 58,50 s                                     | Maryia Roshchyn Playas de Castellón 59,67 s (MMT)                                       | Elisa Cortes Simply-Scorpio 71 1:00,74                                     |
| 3000 metros obstáculos      | Irene Sánchez-Escribano Dental Seoane Pampín )9:53,65 (MMP)                             | Elena García Grimau Valencia Terra i Mar 9:54,43 (MMP)                                  | Diana Martín Dental Seoane Pampín )9:55,54 (MMP)                           |
| Salto de altura             | Ruth Beitia Torralbo's Team 1,98 m                                                      | Cristina Ferrando Valencia Terra i Mar 1,88 m (MMP)                                     | Claudia García FC Barcelona 1,85 m                                         |
| Salto con pértiga           | Naroa Agirre Atlético San Sebastián 4,30 m                                              | Malen Ruiz de Azúa Super Amara Bidasoa AT 4,05 m                                        | Maialen Axpe Atlético San Sebastián 4,05 m                                 |
| Salto de longitud           | Mª Mar Jover Valencia Terra i Mar 6,42 m                                                | Concha Montaner Playas de Castellón 6,27 m                                              | Fátima Diame Valencia Terra i Mar 6,06 m                                   |
| Triple salto                | Ana Peleteiro CA Adidas 13,95 m                                                         | Patricia Sarrapio Playas de Castellón 13,76 m                                           | Andrea Calleja AD Marathon 13,63 m                                         |
| Lanzamiento de peso         | Úrsula Pérez Valencia Terra i Mar 16,58 m                                               | Mª Belén Toimil Playas de Castellón 15,98 m                                             | Elena Gutiérrez Atlético Piélagos 14,48 m                                  |
| Lanzamiento de disco        | Sabina Asenjo FC Barcelona 61,36 m (RN)                                                 | Karen Gallardo (i) invitada 61,10 m (MMP)                                               | June Kintana Pamplona Atlético 52,55 m (MMT)                               |
| Lanzamiento de martillo     | Laura Redondo FC Barcelona 66,51 m                                                      | Berta Castells Valencia Terra i Mar 65,52 m                                             | María Barbaño AD Marathon 57,68 m                                          |
| Lanzamiento de jabalina     | Lidia Parada Atlética Barbanza 59,03 m (MMP)                                            | Mercedes Chilla Valencia Terra i Mar 56,05 m                                            | Nora Aida Bicet Valencia Terra i Mar 55,13 m (MMT)                         |
| 10000 metros marcha (pista) | Júlia Takács Playas de Castellón 44:00.36                                               | María José Poves Simply-Scorpio 71 44:17.21                                             | Raquel González FC Barcelona 44:47.51                                      |
| Hepthalon                   | Jessica Taylor (i) invitada 5.767 ptos                                                  | Estefanía Estrella Fortes AA Catalunya 5.520 ptos                                       | Laura Ginés Simpy-Scorpio 71 5.498 ptos                                    |
| Relevos 4 × 100 metros      | F.C. Barcelona 45,73 s Jaël Bestué Placida Azahara Martínes Caridad Jerez Cristina Lara | Simply-Scorpio 71* 46,21 s Sonia Molina Carmen Sánchez Sara Mª Santiago Carlota Requena | AD Marathon* 47,16 s Sandra Pérez Olga Mulas Jessica Alloza Andrea Calleja |
| Relevos 4 × 400 metros      | Playas de Castellón 3:43,18 Sara Gómez Herminia Parra Barbará Camblor Elena Moreno      | F.C. Barcelona 3.44,58 Geraxane Ussia Caridad Hernández Alba Casanovas Esther Guerrero  | AA Catalunya 3:45,66 Sara Dorda Laia Gil Irene Méndez Zoya Naumov          |